# Lacus Excellentiae

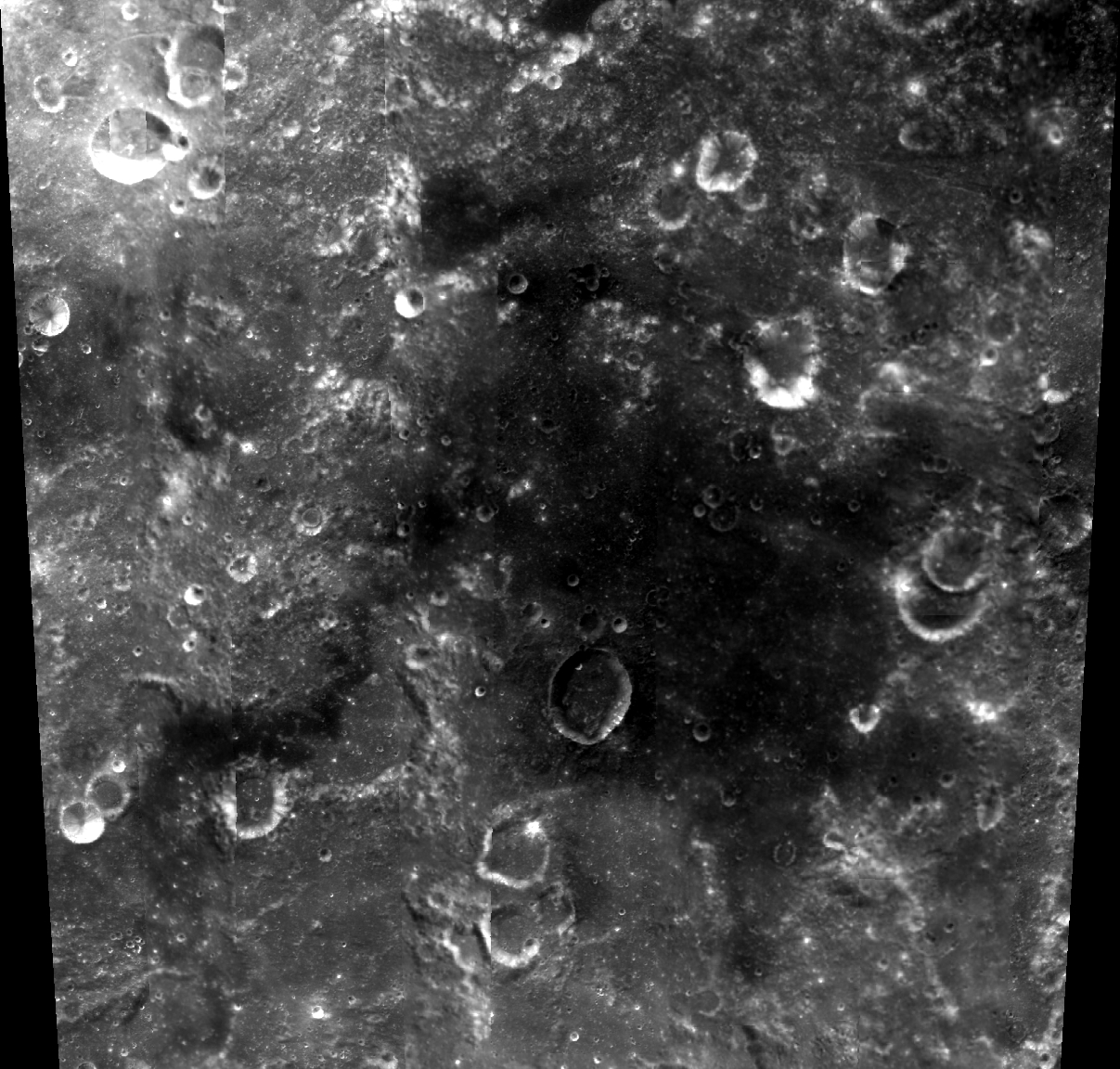
Lacus Excellentiae

Lacus Excellentiae (łac. Jezioro Doskonałości) – względnie małe, nieregularne morze księżycowe leżące w południowej części widocznej strony Księżyca, wśród poszarpanego terenu na południe od większego Mare Humorum. Największym obiektem na terenie tego basenu jest mały krater Clausius o średnicy 24 km.
Obszar Lacus Excellentiae zawiera się w przybliżeniu wewnątrz okręgu o średnicy 184 km wokół punktu o współrzędnych selenograficznych 35,4° S i 44,0° W. Nazwę Jezioro Doskonałości wybrano stosunkowo niedawno. Została ona oficjalnie zatwierdzona w roku 1976 na XVI kongresie generalnym MUA w Grenoble.
3 września 2006 na obszarze Lacus Excellentiae rozbiła się europejska sonda SMART-1. Powstałe w momencie uderzenia sondy błysk oraz obłok wyrzuconego pyłu zostały zarejestrowane z Ziemi w obserwatorium astronomicznym na Mauna Kea.